# Municipio de Salt Fork
El municipio de Salt Fork (en inglés: Salt Fork Township) es un municipio ubicado en el condado de Saline en el estado estadounidense de Misuri. En el año 2010 tenía una población de 341 habitantes y una densidad poblacional de 4,08 personas por km².

## Geografía
El municipio de Salt Fork se encuentra ubicado en las coordenadas 39°1′26″N 93°8′13″O / 39.02389, -93.13694. Según la Oficina del Censo de los Estados Unidos, el municipio tiene una superficie total de 83.52 km², de la cual 82,96 km² corresponden a tierra firme y (0,67 %) 0,56 km² es agua.

## Demografía
Según el censo de 2010, había 341 personas residiendo en el municipio de Salt Fork. La densidad de población era de 4,08 hab./km². De los 341 habitantes, el municipio de Salt Fork estaba compuesto por el 95,01 % blancos, el 1,47 % eran afroamericanos, el 0,29 % eran asiáticos, el 0,59 % eran de otras razas y el 2,64 % eran de una mezcla de razas. Del total de la población el 1,47 % eran hispanos o latinos de cualquier raza.